# Симатович, Франко
Франко «Фрэнки» Симатович (серб. Франко «Френки» Симатовић, Franko Simatović, 1 апреля 1951, Белград, Югославия) — югославский военный деятель хорватского происхождения, создал и возглавлял спецподразделение Службы государственной безопасности, выполнявшее личные указания Слободана Милошевича.

## Суд
Симатович (а вместе с ним Станишич) был арестован властями Сербии и выданы в Гаагу в 2003 году. Суд над ним начался в апреле 2008 года. Симатович был обвинен Международным трибуналом по бывшей Югославии в преступлениях против косовских албанцев в ходе косовского конфликта 1999 года, а также в проведении специальных операций на территории Хорватии и Боснии и Герцеговины. 30 мая 2013 года признан невиновным.. В декабре 2015 года апелляционная инстанция отменила приговор и направила дело на новое судебное разбирательство.
30 июня 2021 года решением Международного остаточного механизма для уголовных трибуналов Симатович был признан виновным в ряде преступлений против человечности, совершённых в апреле 1992 года в Босански-Шамаце, и приговорён к 12 годам лишения свободы. Симатович попытался оспорить приговор: 31 мая 2023 года после долгих разбирательств апелляционные судьи оставили его в силе.
31 августа 2023 года стало известно об освобождении Симатовича по состоянию здоровья.